# Leo-Ferdinand Graf Henckel von Donnersmarck
Leo-Ferdinand Maria Lazarus Romwolt Wilhelm Edwin Gerhard Graf Henckel von Donnersmarck (* 26. Dezember 1935 in  Beuthen O.S., Oberschlesien; † 23. Juli 2009 in Berlin) war Ehren- und Devotions-Großkreuz-Bailli des Souveränen Malteser-Ritterordens und von 1997 bis 2006 Präsident der Deutschen Assoziation des Ordens.

## Familie
Leo-Ferdinand Graf Henckel von Donnersmarck entstammte der gräflichen Familie Henckel von Donnersmarck und war der älteste Sohn des Ehepaares Friedrich-Carl Graf Henckel von Donnersmarck (1905–1989) und Anna-Ilse von Zitzewitz (1910–1996).
Er war seit 1968 verheiratet mit Anna-Maria von Berg (* 1940). Aus der Ehe gingen die Söhne Sebastian und Florian, Regisseur und Oscar-Preisträger, hervor. Er war der einzige Bruder des emeritierten Abtes Gregor Henckel-Donnersmarck.

## Leben
Henckel von Donnersmarck studierte Rechts- und Staatswissenschaften an der Universität Wien und absolvierte einen MBA am INSEAD (Institut Européen d’Administration des Affaires) in Fontainebleau. Er wurde zum Dr. jur. promoviert.
Von 1967 bis 1996 arbeitete er in verschiedenen Managementpositionen für die Deutsche Lufthansa AG, zuletzt als Direktor der Berliner Dependance. Henckel von Donnersmarck war seit 1958 Mitglied im Malteserorden, wo er sich neben seiner beruflichen Tätigkeit engagierte. 1996 trat er in den Vorruhestand und wurde 1997 zum Präsidenten der Deutschen Assoziation des Souveränen Malteser Ritterordens gewählt; ihm folgte 2006 Erich Prinz von Lobkowicz. Als Präsident strukturierte er die deutschen Werke des Ordens um, besonders den Malteser Hilfsdienst. Als Moderator aller nationalen Assoziationen des weltweit tätigen Malteserordens nahm er eine wichtige Position im Gefüge des in über 120 Ländern tätigen Ordens ein. Zudem engagierte er sich 1997 für ein außerordentliches Generalkapitel des Malteserordens, in dem das Ordensrecht des 900 Jahre alten Ordens restrukturiert wurde. Seit 2000 war er Kuratoriumsmitglied des Forums Deutscher Katholiken und seit 2003 Kuratoriumsmitglied der Fürst Donnersmarck-Stiftung.
Henckel von Donnersmarck starb im Alter von 73 Jahren an Leukämie im Helios Klinikum Berlin-Buch, wo er sich seit 2007 behandeln ließ.

## Trivia
Da Henckel von Donnersmarck sich wegen seines geschwächten Immunsystems nicht mehr frei bewegen konnte, arrangierte Tom Cruise am 27. Februar 2009 eine Sondervorführung seines Films Operation Walküre für ihn.

## Auszeichnungen und Ehrungen
- 1991: Verdienstkreuz des Verdienstordens der Bundesrepublik Deutschland
- 2009: Großes Verdienstkreuz des Verdienstordens der Bundesrepublik Deutschland, ausgehändigt durch Berlins Regierenden Bürgermeister Klaus Wowereit[3]